# Patrick Hanssens
Patrick Hanssens (Antwerpen, 6 juni 1956) is een Belgisch voormalig kajakker.

## Levensloop
Hanssens vertegenwoordigde België op de Olympische Zomerspelen van 1984 te Los Angeles. Aldaar behaalde hij er met zijn ploegmaat Patrick Debucke een negende plaats in de A-finale van het nummer K-2 1000 meter. Tevens namen ze er deel aan de K2 500 meter.
Hij was lid van de Koninklijke Cano Club Gent.